# 武冈市第二中学
26°43′20″N 110°39′09″E / 26.722154°N 110.65258°E
武冈市第二中学位于湖南省邵阳市代管的县级市武冈市法相岩路，为邵阳市公立学校，湖南省示范性中学之一。

## 历史沿革
1939年10月，中国国民党中央陆军军官学校二分校主任李明灏将军、留日学者刘侃元教授等人共同创办了湖南省私立洞庭中学:539。1943年，学校创立高中部，在此期间，学校曾因为治学严谨、成绩良好而获湖南省政府嘉奖1万法币:105
1953年，湖南省私立洞庭中学被武冈县人民政府收归公有:540，并更名为湖南省武冈县第二中学。1966年至1976年文化大革命期間，該校的教師遭到批鬥、正常教學秩序遭到嚴重破壞:540-541。
文化大革命结束后，武冈二中教育质量提高，该校成为武冈县内五所完全中学之一:541，并于1980年与同地區（邵阳地区）邵阳市第一中学、邵阳市第二中学、邵东县第三中学、洞口县第一中学以及隆回县第一中学并列为湖南省属重点中学:105。武冈县升格为市之后，学校同步更名为“武冈市第二中学”。

## 校园环境
武冈市第二中学位在湖南省邵阳市武冈市法相岩公园旁的黄埔军校第二分校旧址旧址内，其中校内建有纪念孙中山的建筑中山堂；2013年3月，中华人民共和国国务院将该旧址公布為第七批全国重点文物保护单位，分类为近现代重要史迹及代表性建筑。